# The Elder Scrolls IV: Shivering Isles
The Elder Scrolls IV: Shivering Isles es un paquete de expansión para The Elder Scrolls IV: Oblivion. Fue lanzado para Microsoft Windows y Xbox 360 el 30 de marzo de 2007 en Europa, aunque Bethesda lo publicó también para PlayStation 3 durante el mismo año mediante PlayStation Store. La expansión está disponible en versión física para PC y solamente en el Bazar Xbox Live para Xbox 360.

## Argumento
El paquete de expansión tiene lugar en las Islas Temblorosas, gobernadas por el Príncipe Daedrico de la Locura, Sheogorath. El reino se divide en dos secciones, Mania y Demencia, las cuales tienen características diferentes en el arte y el diseño. El jugador entra en el reino como un evento llamado la Marcha Gris está a punto de ocurrir, en el que el Príncipe Daédrico de la Orden, Jyggalag, destruye completamente las Islas Temblorosas. Al entrar en el reino, el jugador sólo tiene acceso a un área de las Islas Temblorosas, llamada el Pabellón. Para acceder a otras áreas, el jugador debe derrotar a una criatura llamada el Guardián. Antes de entrar en las otras áreas, el jugador es convocado para una audiencia con el dios loco Sheogorath. Sheogorath explica al jugador que la Marcha Gris destruirá el reino, y Sheogorath necesita un "campeón" para detener el evento. Sheogorath decide elegir al jugador como su protegido, a quien envía en varias misiones en un intento de detener la Marcha Gris.
Los intentos de Sheogorath y del jugador de detener a la Marcha Gris fracasan en última instancia. Sheogorath entonces se transforma en Jyggalag, para entonces revelado como su alter ego, y desaparece. Mientras el jugador defiende la Corte de la Locura de la invasión subsiguiente de las fuerzas del Orden, Jyggalag mismo aparece y ataca al jugador. El jugador derrota a Jyggalag, y la Marcha Gris se detiene. Jyggalag explica al jugador que, cuando los Príncipes Dédicos estaban creando sus propias tierras, su poder y la rápida expansión de su reino hizo que los otros príncipes se volvieran temerosos y celosos, incitándolos a maldecirlo con locura, convirtiéndolo en Sheogorath, el Príncipe de la Locura. Dado que los Daedra están sujetos a un ciclo de reencarnación, Jyggalag/Sheogorath estaba condenado a revivir la Marcha Gris al final de cada era, después de lo cual Jyggalag se transformaría de nuevo en Sheogorath. Después de explicar esta historia, Jyggalag agradece al jugador por romper el ciclo y lo apoda el "nuevo" Sheogorath, Príncipe de la Locura y gobernante de las Islas Temblorosas.

### Ambientación
Shivering Isles se desarrolla íntegramente en el plano de Oblivion del príncipe Sheogorath, el cual está dividido en dos zonas: Demencia y Mania. 

#### Demencia
Demencia es la parte «malvada» de Sheogorath, es oscura, su flora es casi toda muerta, raíces salen de la tierra y su fauna es casi la misma de Mania, pero oscura. Sus habitantes son los dementes, vengativos, violentos, sangrientos y paranoicos, aun así, lo hace personajes con los que puedas hablar. Es vigilada por los Mazken o «Seductores Oscuros» según son denominados por las otras razas, daedras menores, organizadas en una sociedad matriarcal, altas y de piel oscura. A diferencia de sus equivalentes en la tierra de Manía, los áureos (Santos Dorados), los Seductores Oscuros son más respetuosos con los mortales, pero no se sabe si sean más fuertes. A Demencia corresponde el distrito sur de Nueva Sheoth, conocido como Crisol. Demencia es gobernada por Syl, su duquesa, ella está convencida de que a su alrededor sólo hay enemigos en potencia planeando su caída.

#### Mania
La tierra «buena» de Shivering Isles, es colorida, su flora son hongos gigantes y árboles de color amarillo y rojo, su fauna es colorida, pero aun así dañina. Sus habitantes son maníacos, viciosos, locos, pero se puede hablar con ellos. Es vigilada por «Santos Dorados» o «Áureos», daedras menores, que forman una sociedad matriarcal y que lucen armadura dorada y piel ligeramente amarillenta, son enemigas natas de los Seductores Oscuros. Son rudas en su trato con los mortales, esto se demuestra cuando, normalmente alguien va a hablar con ellas (cualquier PNJ) ellas les contestan «Nosotras no perdemos nuestro tiempo hablando con mortales». Ocupa el distrito norte de Nueva Sheoth, denominado Felicidad. Mania es gobernada por Thadon, su duque, amante de  la comida y bebida que altera las mentes.

## Cambios
Esta expansión añade más de 30 horas de juego. Shivering Isles es la tierra de Sheogorath, príncipe daédrico de la locura. Está dividida en Mania y Demencia, representando las dos caras de Sheogorath, la demente y la maníaca. En Shivering Isles puedes encontrar mucha gente procedente de Cyrodiil.
Las primeras noticias sobre Shivering Isles aparecieron el 4 de enero de 2007 cuando un número de PC Zone reveló la expansión. El número reveló detalles sobre la trama y el escenario de la ampliación, publicó sus primeras capturas de pantalla y anunció su llegada prevista para el segundo trimestre de 2007. Bethesda no anunció la expansión hasta el 18 de enero de 2007. El anuncio llegó después de que la expansión ya había sido presentada tanto en PC Zone como en PC Gamer, después de que hubiera sido programada para una aparición el 6 de febrero de 2007 en Games for Windows, y después de que hubiera sido reportada en varias publicaciones en línea. El anuncio oficial también confirmó un eventual lanzamiento para la Xbox 360, algo que las revistas, al ser publicaciones para PC, no habían mencionado anteriormente.
A principios de marzo, cuando el productor ejecutivo Todd Howard reveló la fecha de lanzamiento específica del 27 de marzo de 2007, pero, debido a un mantenimiento imprevisto, se publicó en Xbox Live un día antes. Una versión en disco de Shivering Isles fue anunciada el 6 de septiembre de 2007 con un requisito de disco duro previamente denegado. La expansión fue lanzada como una versión independiente para PlayStation 3 el 20 de noviembre de 2007 y como una descarga de PlayStation Network el 29 de noviembre de 2007. La expansión se puso a disposición de los clientes australianos para su descarga sólo el 23 de noviembre de 2007. Las Islas Temblorosas y las expansiones de Caballeros de las Nueve se enviaron juntas en la edición empaquetada del Juego del Año de Oblivion.

## Recepción
The Shivering Isles fue generalmente bien recibido en la prensa del juego. Los sitios agregados Metacritic y GameRankings obtuvieron una puntuación de 86 sobre 100 tanto en la versión para PC como en la versión para Xbox 360.
Greg Mueller de GameSpot recomienda el juego por su valor pero lo ve como "no una expansión absolutamente esencial" y califica algunas de las misiones posteriores como repetitivas y sin inspiración. Comentarios similares surgieron del crítico de GamePro Newton, quien encontró que se trata de "una expansión impresionante" que "ofrece más de lo que hizo grande a Oblivion: misiones creativas, una enorme tierra para explorar y toneladas de cosas que hacer allí, [por lo tanto] hacer esta expansión es una compra sólida para cualquiera que fuera un fanático del juego principal". Jim Rossignol de Eurogamer inicialmente calificó el juego como igualmente memorable para Oblivion, pero más tarde dijo que es "el mismo juego de siempre, sólo que esta vez con un telón de fondo un poco más raro y una búsqueda menos interesante". Charles Onyett de IGN lo califica como "una adición totalmente digna a la cuarta entrada estelar de Bethesda en la serie The Elder Scrolls" y como "una gran excusa para volver a entrar en la serie".
La expansión recibió elogios de varios editores de medios, incluyendo "Mejor juego de rol" en los Premios Juego del Año 2008 ofrecidos por Game Industry News, la "Mejor expansión" en los Premios Juego del Año 2007 ofrecidos por Vodoo Extreme, así como los ofrecidos por Primotech, y "Mejor contenido descargable" en los Premios G-Phoria 2007. También recibió el "Editor's Choice Award" de Team Xbox, Game Pro, e IGN, así como el "Top Pick Award" de Game Vortex, y el "Silver Award" de Advanced Media Network.